# 23 messidor
23 prairial 23 thermidor
Le tridi 23 messidor, officiellement dénommé jour du haricot, est le 293e jour de l'année du calendrier républicain.
C'était généralement le 11e jour du mois de juillet dans le calendrier grégorien.

## Événements
- An IX : 12 juillet 1801
  - Commencement de la bataille navale d’Algésiras